# Černilov
Černilov település Csehországban, a Hradec Králové-i járásban. Černilov Skalice, Smržov, Hradec Králové, Libřice, Libníkovice, Librantice, Lejšovka, Divec és Výrava településekkel határos. Lakosainak száma 2475 fő (2024. január 1.).

## Népesség
A település lakosságának változását az alábbi diagram mutatja:
| Lakosok száma | 2478 | 2664 | 2507 | 1799 | 1815 | 2387 | 2447 | 2393 | 2264 | 2475 |
|               | 1869 | 1900 | 1921 | 1961 | 1980 | 2011 | 2016 | 2019 | 2021 | 2024 |